# Démodocos (pseudo-Platon)
Pour les articles homonymes, voir Démodocos (homonymie).
Démodocos (en grec ancien Δημόδοκος) est un dialogue apocryphe sur la délibération, attribué au Pseudo-Platon. Le Pseudo-Platon, dans l’Épinomis et le Démodocos, discute de la délibération.

## Authenticité
Ouvrage de rhétorique empreint de sophisme, le dialogue a été déclaré apocryphe ; il semble être d’influence néo-platonicienne[réf. nécessaire]. Selon Cicéron, l’Ancienne Académie n’ajouta rien à l’enseignement de Platon et se borna à exposer sa philosophie suivant une division en trois parties indiquée par le maître. Au moment où la Nouvelle Académie se constitue, l’épicurisme et le stoïcisme sont déjà bien installés et s’imposent comme philosophies dominantes dans le monde hellénistique. Le Pseudo-Platon s’oppose à la délibération en commun lorsqu’il argumente dans le Démodocos,. Aristote s’y intéressera : il parle de boulè, terme utilisé et non plus dérivé dans l’Éthique à Nicomaque, où il définit la délibération comme le processus consistant à choisir le moyen le plus adéquat en vue d’une fin à atteindre. Le dialogue est divisé d'après les avis des interlocuteurs.

## Personnages et Contexte
Personnages : 
- Démodocos : général athénien[5]
- Théagès : fils de Démodocos

Des personnes qui sont, sans doute, réunies à l’Assemblée ; les spécialistes ne sont certains de rien, et s’accordent pour dire que ce dialogue ne présente qu'un intérêt historique. Sans introduction, le dialogue se divise en quatre parties, dont seule la première est adressée à Démodocos. L’on retrouve certains thèmes socratiques (le questionnement du savoir-faire, l’aptitude à l’art de faire)

## Première partie (380a-382de): Contre la délibération en commun.
Quant à donner un avis compétent et juste sur le sujet à débattre, c'est soit possible soit non ; dans le premier cas, l’avis est donné par des gens doctes qui savent ce qu'il faut faire ; dans le deuxième cas, il est abscons et saugrenu de se réunir, puisque personne ne possède la science dont le sujet est l’objet, à considérer qu'il existe une science du sujet de la délibération. Si d’aucuns possèdent cette science, les autres ne servent à rien, et un seul vaut les autres en ceci qu'il détient la même que ceux qui le détiennent. Dès lors, une seule personne suffit. Le premier intervenant du dialogue utilise un discours fait d'arguments mégariques qui rappellent deux paradoxes d’Eubulide de Milet :
1. Le Paradoxe sorite : « Trois moutons ne forment pas un troupeau : quatre, pas davantage, et ainsi de suite ; donc cent, donc mille, etc. » Il s'agit d'un paradoxe qui est considéré par les logiciens comme n'étant pas résolu, à l'époque actuelle. Il est également appelé « paradoxe du tas » : Si un grain ne forme pas un tas, deux non plus, trois non plus, quatre non plus, etc. À partir de quand pourra-t-on parler de tas?
2. Le Chauve : « Si l’on arrache un cheveu à un homme, il ne sera pas chauve ; si un second, etc. »[9]. Si un homme perd un cheveu, deux, trois cheveux, à partir de quand pourra-t-on le qualifier de chauve?

## Deuxième partie (382e-384ab): Condamner une personne sur témoignage de l’accusateur
Le deuxième intervenant se demande si deux partis valent mieux qu’un seul, sachant qu'ils dépendent tous deux d’un seul évidence, et qu’il est probable qu’un des deux ne disent pas la vérité.
Citations
- Hésiode, frag. 338 :

« Ne juge aucune cause avant d’avoir écouté les deux parties. »

## Troisième partie (384bc-385bc)
Lorsqu’il faut persuader d’un prêt de forte valeur ou gagner une confiance, faut accorder le tort au demandeur ou à celui qui le refuse. Le troisième intervenant du dialogue traite de la justice, et reprend l’argument de la seule personne compétente. Si une délibération mène à un résultat après une requête, il faut envisager comme probable que le demandeur soit cause de la délibération et du choix autant que celui qui refuse. 

## Quatrième partie[12]: La confiance n’obéit à aucun critère
Parce que la rapidité n’est pas forcément une mauvaise chose et que faire partie des proches d’un parti de l’affaire de la délibération n'est pas un gage de foi, le débat ne peut aboutir qu’à l’embarras.